# Fiat 1200
La Fiat 1200 Granluce était une voiture fabriquée par le constructeur italien Fiat de 1957 à 1960. Elle a été présentée au Salon de Turin en novembre 1957.
Elle se situait au sommet de la gamme de la série Fiat 1100-103 lancée en 1953 qui connut un immense succès mondial et dont Fiat tira plusieurs versions modernisées au fil du temps. Cette gamme sera largement produite également à l'étranger.
La Fiat 1200 Granluce était destinée à remplacer la Fiat 1100-103 TV - Turismo Veloce - de 1953. Équipée d'un nouveau moteur de 1 221 cm3 développant 55 ch, sa carrosserie dérivait étroitement de la Fiat 1100-103 et préfigurait celle qui allait habiller les futures Fiat 1100 Special qui allaient naître en 1960.

## Histoire

### Première série 1100-103 A et B
En avril 1953, Fiat présente sa nouvelle voiture moyenne révolutionnaire, la Fiat 1100-103. La voiture repose sur une base moderne, elle inaugure le principe de la carrosserie autoporteuse et abandonne donc le châssis séparé, une véritable révolution pour l'époque. 
Cette première série comportait deux versions la Tipo A, version économique livrable uniquement avec une peinture grise, et la Tipo B à la finition beaucoup plus luxueuse. Quelques semaines plus tard, Fiat lance la version Familiale et break, aussi appelée Giardiniera.
Au mois d'octobre 1953, Fiat lance la version 1100-103 TV (Turismo Veloce) équipée du même moteur mais dont la puissance avait été augmentée de 14 ch pour atteindre 50 ch DIN.

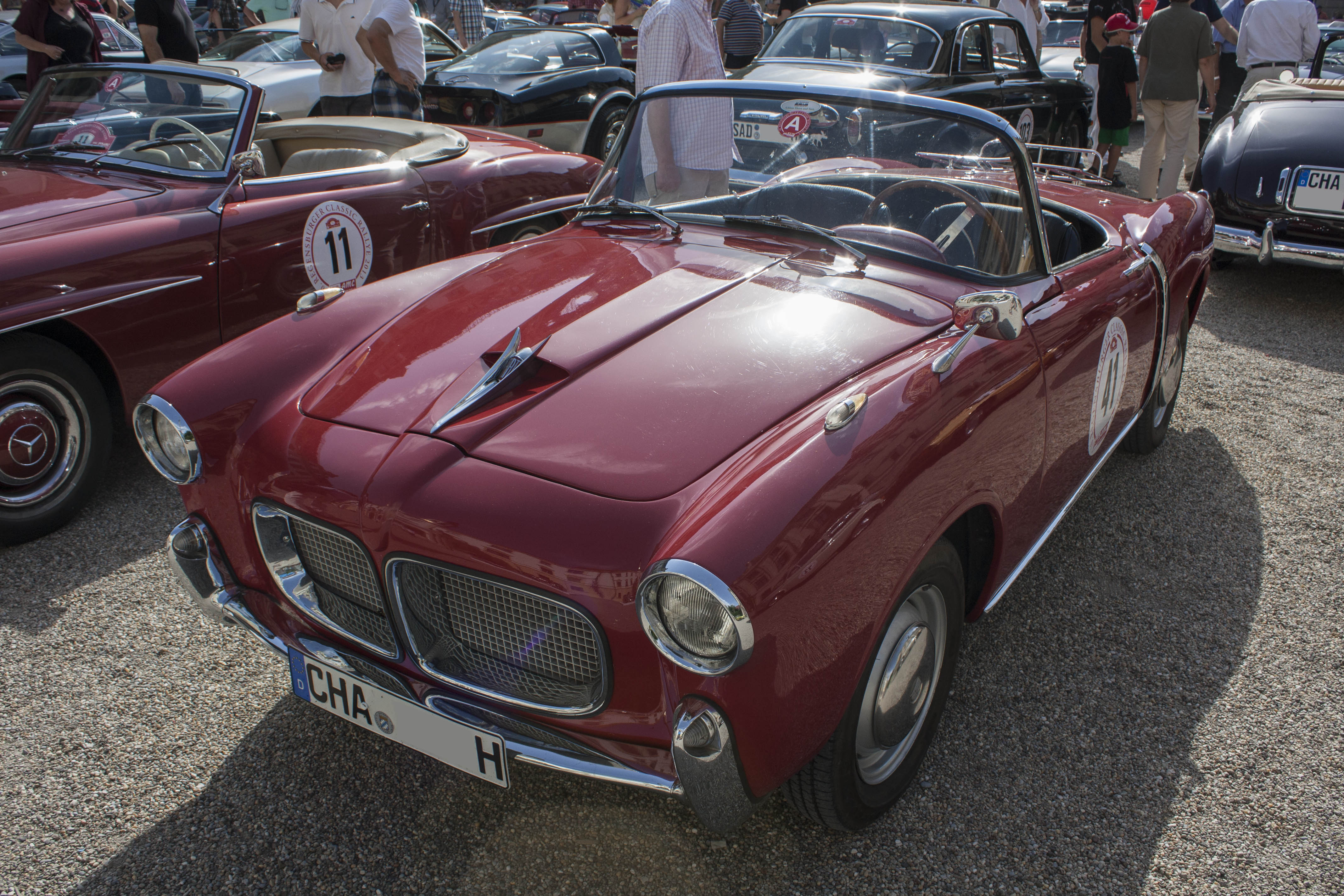
Fiat 1100-103 Trasformabile

Au Salon de Genève en 1956, la Fiat 1100-103 Trasformabile est présentée en avant première. C'est un spider carrossé par la « Section Carrozzerie Speciali » de Fiat.

### Deuxième série 1100-103 E
La seconde série apparait en 1956. La Fiat 1100-103B est entièrement remaniée, la nouvelle version prend des allures plus anguleuses et le coffre devient une vraie malle arrière plus prononcée. 

### Troisième série 1100-103D (1957-66)

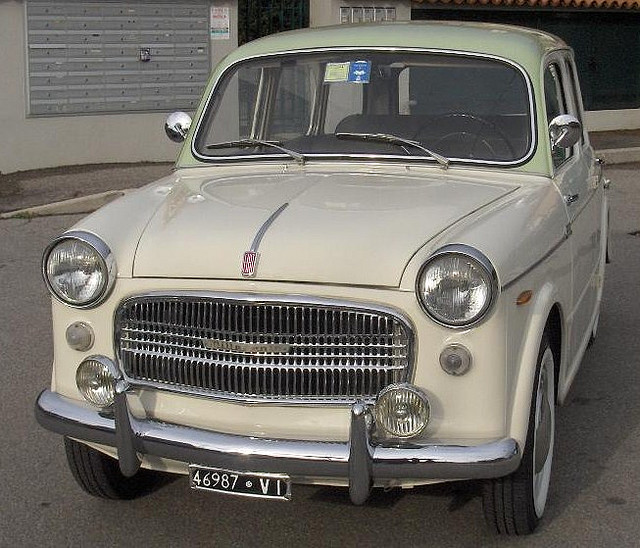
Fiat 1100-103 D

La troisième série est présentée au Salon de Turin en 1957. La Fiat 1100D bénéficie de retouches de carrosserie et notamment adopte l'ouverture des portes avant contre le vent. Ce modèle reçut un nouveau moteur de 1 221 cm3 développant 50 ch. C'est ce même moteur qui fut utilisé sur l'Autobianchi Primula première traction avant du groupe Fiat.

### Séries suivantes
Fiat lancera au fil du temps, jusqu'en 1969 d'autres séries de ce modèle.

## Fiat 1200 Granluce
La Série 1100-103 a réussi à toucher une clientèle aisée qui souhaitait se distinguer avec une voiture différente. La version 1100-103B déjà traitée de manière luxueuse pour cette catégorie, ne suffit pas à satisfaire cette clientèle exigeante. Fiat décide alors, en 1957, en même temps qu'il présente la 1100-103D au Salon de Turin, de lancer la Fiat 1200.
Cette voiture reprend la carrosserie de la 1100-103 mais avec un pare-brise légèrement agrandi, une lunette arrière panoramique et des montants de vitres latérales plus fins d'où l'appellation « Granluce ». Bien que présentée lors du salon avec des portes « suicide », elle ne sera commercialisée qu'avec des portières ouvrant contre le vent.
La mécanique est commune avec la version 1200 de la 1100-103D, le moteur Fiat 103G dont la cylindrée est de 1 221 cm3 développant 55 ch. (Ce moteur sera utilisé par Simca pour ses modèles Aronde et P60 produits jusqu'en 1963).
Cette caractéristique mécanique « limitée » et le lancement de l'Alfa Romeo Giulietta empêcheront la Fiat 1200 d'avoir autant de succès que sa petite sœur, la 1100-103.

### Version 1200 Trasformabile

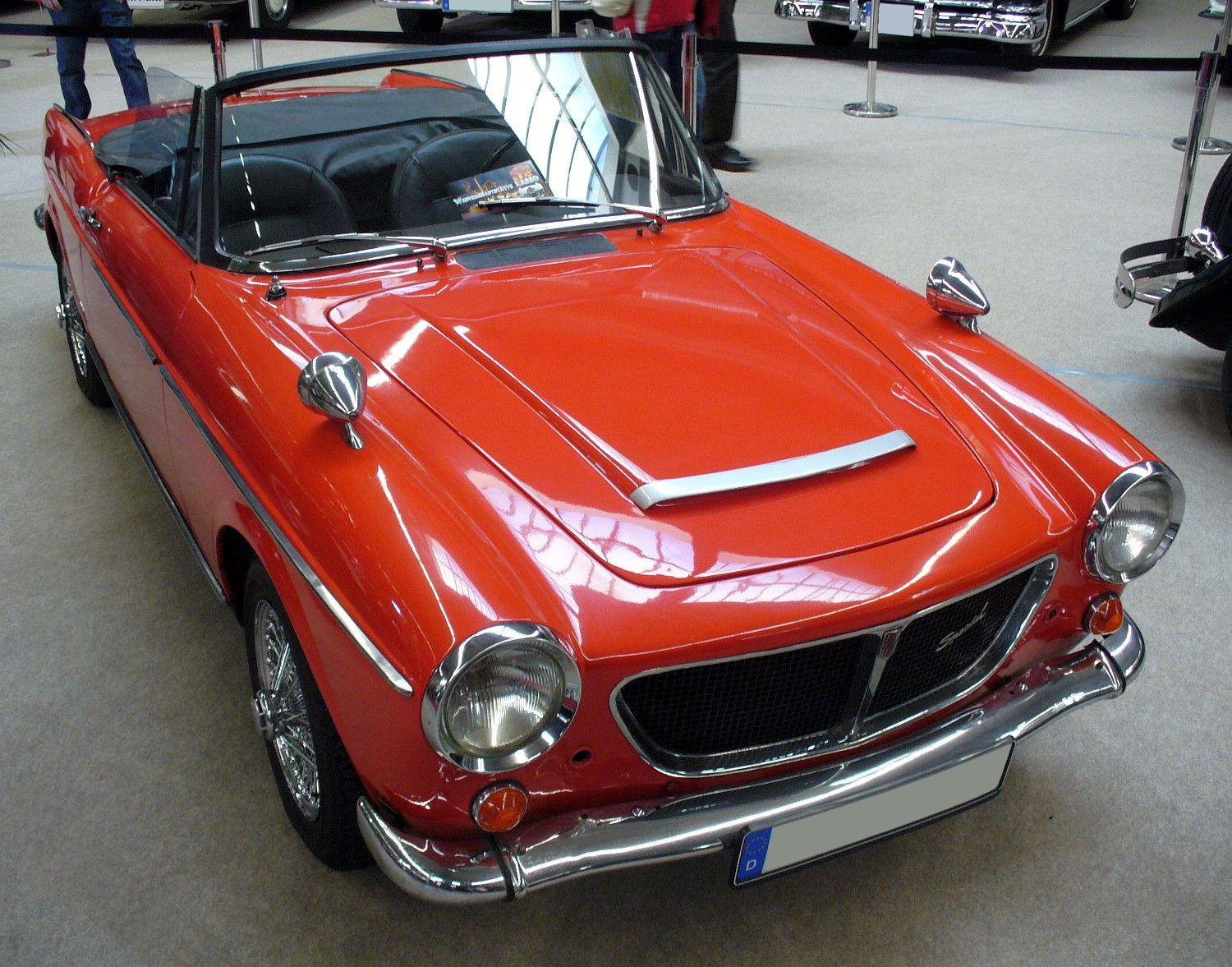
Fiat 1200 Trasformabile

Cette même année 1957, Fiat présente la 1200 Trasformabile, un spider qui reprend la carrosserie de la 1100 Trasformabile.

### Seconde série
Au Salon de Turin en 1959, Fiat procède à quelques retouches sur ce modèle et lance la seconde série. Les modifications concernent essentiellement la carrosserie sans changement de forme mais se trouve alourdie par des chromes supplémentaires, et une peinture bi-colore avec le pavillon et un bandeau latéral de teinte différente du reste de la carrosserie. 
La version spider est remplacée par la gamme des Cabriolets Pininfarina.
La production de ce modèle prendra fin en 1960 avec la présentation de la série Fiat 1100 Special.

## Fiat 1200 Granluce dans le monde
La Fiat 1100 fut une des nombreuses voitures Fiat à être construite dans de nombreux pays hors de l'Italie où elle a été fabriquée à plus de 400 000 exemplaires ; il faut ajouter les fabrications à l'étranger notamment :

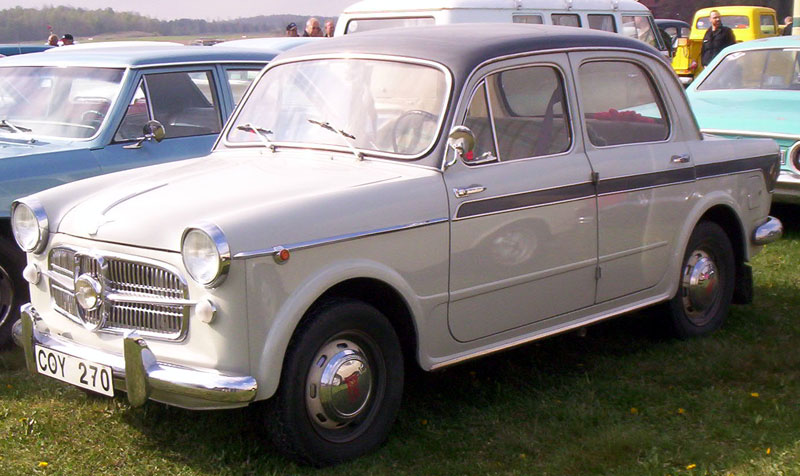
Fiat Neckar 1200

- Allemagne : dans l'usine NSU-Fiat Neckar, avec les moteurs 1100 et 1 200 cm3, entre 1953 et 1969. Au total, la production de la série 1100-103 et 1200 a atteint 159 731 exemplaires fabriqués sous la marque Fiat-NSU jusqu'en 1957 puis Fiat Neckar Europa jusqu'en 1968.